# Joseph Howard Nigel Poett
Sir Joseph Howard Nigel Poett, britanski general, * 1907, † 1991.